# Голленсдорф
Голленсдорф (нем. Gollensdorf) — община в Германии, в земле Саксония-Анхальт. 
Входит в состав района Штендаль. Подчиняется управлению Зеехаузен (Альтмарк).  Население составляет 302 человека (на 31 декабря 2006 года). Занимает площадь 36,31 км².